# Callipseustes latibrunnea
Callipseustes latibrunnea là một loài bướm đêm trong họ Geometridae.